# 小行星1190
小行星1190（1190 Pelagia）是一颗围绕太阳公转的小行星。1930年9月20日，格利果利·N·諾伊明在克里米亚发现了此天体。
該小行星以俄羅斯天文學家佩拉格婭·沙因命名。
这颗小行星的绝对星等为41.31706649549549等。